# 王翱墓
王翱墓，位于中国河北省沧州市王帽圈村，为沧州市孟村回族自治县的一个省级文物保护单位，类型为古墓葬，公布时间为1993年7月15日。
王翱墓的历史年代为明代。